# Dacus africanus
Dacus africanus är en tvåvingeart som beskrevs av Adams 1905. Dacus africanus ingår i släktet Dacus och familjen borrflugor. Inga underarter finns listade i Catalogue of Life.